# Найнштедт
Найнштедт (нем. Neinstedt) — посёлок в Германии, в земле Саксония-Анхальт, входит в район Гарц в составе городского округа Тале.
Население составляет 1950 человек (на 31 декабря 2007 года). Занимает площадь 5,57 км².

## История
Первое упоминание о поселении встречается в 1236 году в записях аббатства Корвей.
1 января 2009 года, после проведённых реформ, Найнштедт вошёл в состав городского округа Тале в качестве района.

## Галерея

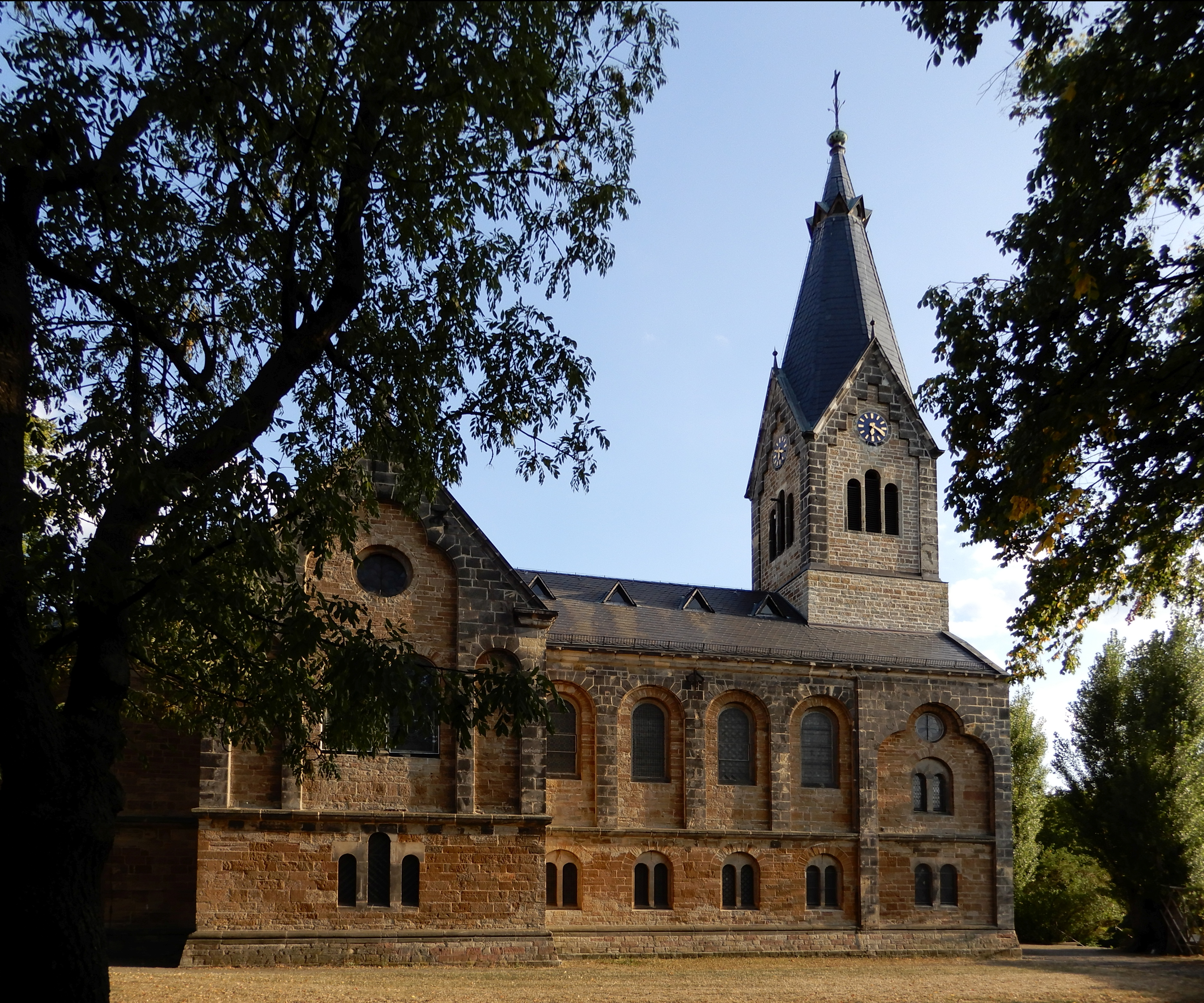
Городская церковь
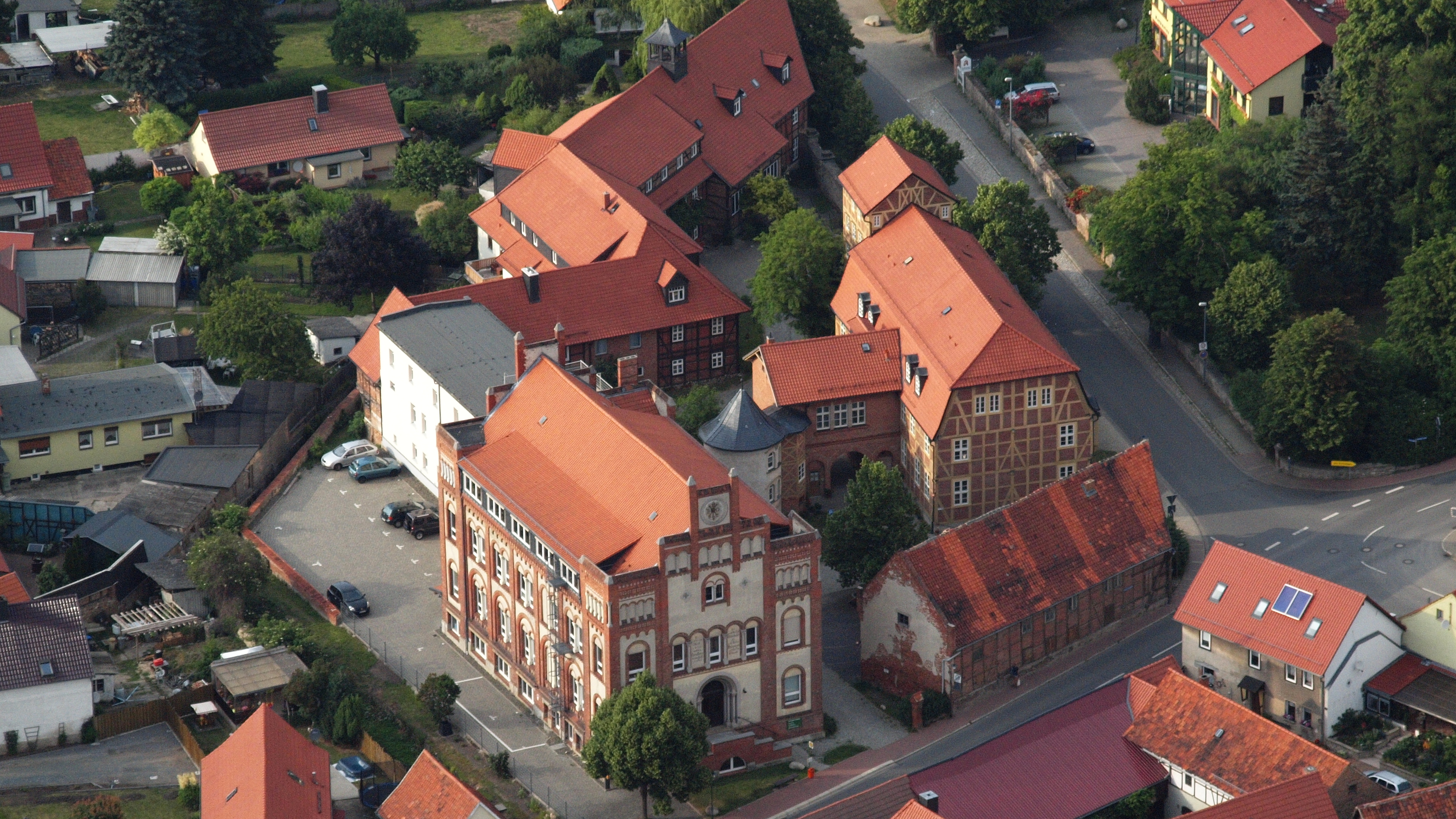
Центральная площадь с воздуха